# MÁV Aamot 320–322
A MÁV Bamot (később: Aamot) 320–322 pályaszámú motorkocsijai a Ganz gyár által az Argentin Államvasutak (Ferrocarriles del Estado) számára 1939–1940-ben gyártott c4 típusú motorkocsik voltak, melyek a második világháború eseményei miatt nem kerültek kiszállításra. A háborúban megsérült, majd helyreállított és normál nyomtávolságra átalakított járműveket a MÁV vásárolta meg és állította üzembe.

## Története
A Ganz és Társa a londoni székhelyű képviseleti cégén, a Metropolitan Railcar Ltd. (Ganz Patents)-en (röviden: Metroganz) keresztül 1939-ben 10 db 1000 mm nyomtávolságú  háromrészes motorvonat mellett 7 db c4 típusú, szintén 1000 mm nyomtávolságú gyorsmotorkocsi szállítására kapott megrendelést az Argentin Államvasutaktól (Ferrocarriles del Estado, röviden: Estado) a Rosario–Santa Fe vonal személyforgalmának lebonyolítására. A tenderkiírás nélküli, közvetlen megrendelés a korábbi, a Ganz és Társa által 1935–1936 között, illetve 1938-ban szállított gyorsmotorkocsikkal és motorvonatokkal szerzett igen kedvező tapasztalatoknak volt köszönhető. A 7 db c4 típusú motorkocsi megegyezett az Estado részére korábban szállított ugyanilyen típusú motorkocsikkal. A járműveknek a vevő a C.M. 325–331 pályaszámokat jelölte ki. A Ganz és Társa a háború kitörése miatt 1940-ben csak az első négy, C.M. 325–328 pályaszámú motorkocsikat tudta kiszállítani, s azok is csak nagy nehézségek árán érkeztek meg Argentínába. A háborús helyzet fokozódása, a front közeledése miatt a Ganz és Társa a már elkészült, de ki nem szállított járművek, így a C.M. 329–331 pályaszámú motorkocsik biztonságos elhelyezésére is keresett megoldást. Több lehetséges alternatíva közül az Esterházy hercegi hitbizomány Fertővidéki HÉV vonala mentén fekvő, Csapod állomás közelében lévő erdeje mellett döntöttek, ahová leágazást és tárolóvágányokat építettek ki. Az 1000 mm nyomtávú kocsikat tehervagonokra rakva végezték el a kimenekítésüket. A helyszínen a kocsik fölé és köré deszkaépületet emeltek és a lehetőségekhez képest álcázták is. A telepet katonaság őrizte. Mindezek ellenére a lerakóhelyen lévő kocsikat 1944-ben két légitámadás is érte, melynek következtében a kocsikban súlyos károk keletkeztek. Ennek hatására, valamint a közelgő front miatt tervet készítettek a kocsik továbbmenekítésére, ám 1945 márciusában a birtokot elérte a Vörös Hadsereg, a telep őrzése megszűnt, a deszkaépítményeket és a kocsik berendezéseit a környékbeliek szabadon fosztogatták. A 1945-ben a három sérült és kifosztott motorkocsi visszakerült a Ganz-gyárba. Ezek a járművek, a 10 db motorvonattal ellentétben nem kerültek szovjet jóvátételre, hanem a gyár területén tárolták, majd 1949-ben felajánlották azokat a MÁV-nak megvételre. A gyár kapacitáshiánya miatt a három, normál nyomtávra átalakított motorkocsi végül csak 1952-ben készült el és került átadásra.
A 4 tengelyes motorkocsikba végül Ganz-Jendrassik VI JaR 170/240 típusú 240 lóerős dízelmotort építettek be és módosították a tengelyhajtóművek áttételét a megnövelt kerékátmérők miatt. Így a 920 mm-es átmérőjű kerekekkel 104 km körüli elméleti végsebesség volt elérhető.
A 82 ülőhelyes motorkocsikban bőrbevonatú párnázott ülések biztosították az utasok kényelmét, ezért a MÁV 2. osztályúként sorolta be őket és a Bamot 320–322 pályaszámokat adta nekik.
A próbamenetet 1952. július 19-én tartották a 425 km hosszú, Budapest-Józsefváros–Pusztaszabolcs–Szabadbattyán–Siófok–Keszthely–Tapolca– Balatonfüred–Szabadbattyán–Pusztaszabolcs–Budapest-Józsefváros útvonalon. A próbamenetet – melynek során 106 km/ó legnagyobb sebességet értek el – sikeresnek ítélték, így a MÁV állagba vette őket és besorolta vontatójármű állományába.

### További sorsuk
A három motorkocsi közel 15 éven át szolgált menetrend szerinti forgalomban. A megjelölésük 1956-ban változatlan pályaszámokkal Aamot-ra változott. Korlátozott ülőhelykapacitásuk miatt és mivel szabványos vonókészülék hiányában ezen járművek csak egymással voltak csatolhatók, az utasforgalmi igényeket nem tudták kielégíteni. Elsőként az Aamot 322-t selejtezték 1964. július 21-én. Ezt követte 1966. június 25-én az Aamot 321. Az Aamot 320 pályaszámú motorkocsi előbb Kőbánya felső VFB-nél szakszolgálati jármű lett, majd 1967. december 16-án ezt is selejtezték.